# Villez-sous-Bailleul
Villez-sous-Bailleul is een gemeente in het Franse departement Eure (regio Normandië) en telt 310 inwoners (2004). De plaats maakt deel uit van het arrondissement Évreux.

## Geografie
De oppervlakte van Villez-sous-Bailleul bedraagt 4,4 km², de bevolkingsdichtheid is 70,5 inwoners per km².
De onderstaande kaart toont de ligging van Villez-sous-Bailleul met de belangrijkste infrastructuur en aangrenzende gemeenten.

## Demografie
Onderstaande figuur toont het verloop van het inwonertal (bron: INSEE-tellingen).